# Iskanderija... lih
Iskanderija... lih (àrab: إسكندرية ليه, Iskandariyya līh, ‘Alexandria...per què?’) és una pel·lícula dramàtica d'Egipte del 1979 dirigida per Youssef Chahine. Va participar en la selecció oficial del 29è Festival Internacional de Cinema de Berlín, on va guanyar el Gran Premi del Jurat. La pel·lícula va ser seleccionada per representar Egipte a l'Oscar a la millor pel·lícula de parla no anglesa als Premis Oscar de 1979, però la seva nominació no va ser acceptada.

## Argument
La pel·lícula entrecreua diverses històries el 1942 a Alexandria, ciutat natal del director, poc abans de la batalla d'El Alamein. Un estudiant de cinema somia amb anar a treballar a Hollywood, un soldat es descobreix sentimental ...

## Repartiment-t
- Ahmed Zaki - Ibrahim
- Naglaa Fathy - Sarah
- Farid Shawqi - Shaker Pasha
- Mahmoud El-Meliguy - Qadry
- Ezzat El Alaili - Morsi
- Youssef Wahby
- Yehia Chahine
- Gerry Sundquist - Thomas 'Tommy' Friskin

## Producció
- Iskanderija... lih és la primera entrega d'una tetralogia autobiogràfica que fou seguida de Ḥaddūta maṣriyya (Conte egipci, 1982), Iskandria kaman wa kaman (Alexandria ara i sempre, 1990) i Iskandariyah.. New York (2004).